# 羅維爾 (佛羅里達州)
羅維爾（英語：Roeville）是位於美國佛羅里達州聖羅薩縣的一個人口普查指定地區。

## 地理
羅維爾的座標為30°40′37″N 86°59′37″W / 30.67694°N 86.99361°W，而該地最高點為海拔高度12米（即39英尺）。

## 人口
根據2010年美國人口普查的數據，羅維爾的面積為11.86平方千米，當中陸地面積為11.84平方千米，而水域面積為0.02平方千米。當地共有人口608人，而人口密度為每平方千米51人。